# Edo rinnegato (video)
Edo rinnegato è il quarto video del cantautore italiano Edoardo Bennato, pubblicato nel 1991 in VHS dall'etichetta Virgin Music e prodotto dalle Edizioni musicali Cinquantacinque.

La videocassetta, contiene videoclip di brani incisi in Abbi dubbi e nella raccolta Edo rinnegato, da cui ne riprende anche la copertina, distribuiti rispettivamente nel 1989 e nel 1990.

Le clip di Venderò e Un giorno credi sono tratte dal concerto al Palatrussardi di Milano, mentre quella di Signor Censore dall'esibizione di Bennato al Pistoia Blues Festival del 1990, con B.B. King e Jeff Healey.

Oltre a nuove clip di vecchi successi degli anni settanta, include quella di Sogni, brano di Abbi dubbi non inserito in Abbi dubbi LIVE!.

Il VHS è stato rimasterizzato su DVD dalla Cheyenne Records.

## Tracce
Testi e musica sono di Edoardo Bennato tranne dove diversamente indicato.
1. La chitarra
2. Rinnegato
3. Abbi dubbi/Ma che bella città
4. Franz è il mio nome
5. Tu vuoi l'America
6. La luna
7. Zen
8. Quando sarai grande
9. Ogni favola è un gioco
10. Arrivano i buoni
11. Venderò (Live Palatrussardi) (testo: Eugenio Bennato)
12. Campi Flegrei
13. Vendo Bagnoli
14. Sogni
15. Un giorno credi (Live Palatrussardi) (testo: Patrizio Trampetti)
16. La bandiera
17. La chitarra
18. Signor Censore (Live Pistoia Blues 1990 con B.B. King e Jeff Healey)
19. Abbi dubbi

## Formazione
- Edoardo Bennato (voce, chitarra, armonica, kazoo)
- Luciano Ninzatti (chitarra ovation)
- Lucio Bardi (chitarra martin)
- Roberto Ciotti (chitarra dobro)
- Mauro Spina (batteria)
- Michael Rosen (sax)

## Produzione
- Regia: Giacomo De Simone
- Management: Franco De Lucia
- Segretaria produzione: Maurizia Leonelli
- Ingegnere del suono: Giorgio Darmanin, Massimo Noè
- Fotografia per Abbi dubbi: Giuseppe D'Angelo
- Riprese: Fabrizio Gatta, Mirco Lagomarsini, Fabio Ferracane, Massimo Tassi
- RVM: Ernesto Gerevini
- Segretaria produzione video: Laura Gorla
- Consulenza artistica: Giorgio Verdelli

Immagini fornite da Videomusic (Pistoia Blues) e Walt Disney Production.